# 대학로 (군산시)
대학로(Daehak-ro)는 전북특별자치도 군산시 장미동 내항사거리와 옥구읍 선제사거리를 잇는 전북특별자치도의 도로이다. 이 도로가 군산대학교 앞을 지나기 때문에 대학로로 명명되었다.

## 연혁
- 2010년 1월 25일 : 대학로로 고시

## 주요 경유지
전북특별자치도
- 군산시 (월명동 - 삼학동 - 신풍동 - 나운동 - 옥구읍)

## 노선
| 이름                        | 접속 노선                                          | 소재지 | 소재지 | 비고                        |
| --------------------------- | -------------------------------------------------- | ------ | ------ | --------------------------- |
| 내항사거리                  | 국도 제21호선 국도 제26호선 국도 제27호선 (해망로) | 군산시 | 월명동 | 기점 국도 제26, 27호선 구간 |
| 중앙사거리                  | 국도 제26호선 (중앙로)                             | 군산시 | 월명동 | 국도 제26, 27호선 구간      |
| 명산사거리                  | 월명로                                             | 군산시 | 월명동 |                             |
| 군산금광초등학교            |                                                    | 군산시 | 삼학동 |                             |
| 신풍사거리                  | 백토로                                             | 군산시 | 신풍동 |                             |
| 군중사거리                  | 청소년회관로                                       | 군산시 | 신풍동 |                             |
| 군산상고앞 교차로           | 팔마로 석치1길                                     | 군산시 | 신풍동 |                             |
| 군산남중학교                |                                                    | 군산시 | 신풍동 |                             |
| 신설사거리                  | 수송로 신설로                                      | 군산시 | 나운동 |                             |
| 군산시민문화회관 군산문화원 |                                                    | 군산시 | 나운동 |                             |
| 나운사거리                  | 공단대로                                           | 군산시 | 나운동 |                             |
| 부곡사거리                  | 부원로 한밭로                                      | 군산시 | 나운동 |                             |
| 은파삼거리                  | 은파순환길                                         | 군산시 | 나운동 |                             |
| 미룡육교삼거리              | 미성로                                             | 군산시 | 나운동 |                             |
| 미룡초등학교                |                                                    | 군산시 | 나운동 |                             |
| 군산대학교                  | 황룡로                                             | 군산시 | 나운동 |                             |
| 군산대 교차로               | 국도 제21호선 (새만금북로)                         | 군산시 | 나운동 |                             |
| 선제사거리                  | 지방도 제709호선 (상평로) (옥구로) 옥구남로        | 군산시 | 옥구읍 | 종점                        |

## 주요 건물 및 시설
- 군산금광초등학교 (전북특별자치도 군산시 대학로 100)
- 군산남중학교 (전북특별자치도 군산시 대학로 222)
- 정다운병원 (전북특별자치도 군산시 대학로 236)
- 나운지구대 (전북특별자치도 군산시 대학로 293)
- 군산시민문화회관 (전북특별자치도 군산시 대학로 308)
- 군산문화원 (전북특별자치도 군산시 대학로 330)
- 미룡초등학교 (전북특별자치도 군산시 대학로 498-10)
- 군산대학교 (전북특별자치도 군산시 대학로 558)
- 옥구119지역대 (전북특별자치도 군산시 옥구읍 대학로 798)
- 옥구파출소 (전북특별자치도 군산시 옥구읍 대학로 806)